# Добра (Переворський повіт)
Добра (пол. Dobra) — розташоване на Закерзонні село в Польщі, у гміні Сенява Переворського повіту Підкарпатського воєводства. Знаходиться за 5 км на схід від Сіняви.
Населення — 479 осіб (2011).

## Історія
Перша згадка про село зустрічається в 1470 р.
Латинізація села (як перший етап полонізації) розпочата у другій половині XIX ст.: у 1857 р. було лише 6 римо-католиків, у 1859 — 184, у 1877 — 259, у 1914 — 557, у 1938 — 614.
Згідно з "Географічним словником Королівства Польського" село належало до Ярославського повіту Королівства Галичини і Володимирії, у Добрій у 1880 р. було 253 будинки, проживали 1526 мешканів. В селі була власна греко-католицька парафія. Землі села належали князю Владиславу Чарторийському.
1906 року в селі було відкрито читальню "Просвіти". Кількість книг — 142 (станом на кінець 1930-х рр.). 73 жителі села були членами читальні.
1928 року в Добрій було створено кооператив "Основа".
На 01.01.1939 в селі проживало 2530 мешканців, з них 1880 українців, 630 поляків і 20 євреїв. Село належало до ґміни Сенява Ярославського повіту Львівського воєводства.
У середині вересня 1939 року німці окупували село, однак вже 28 вересня 1939 року мусіли відступити, оскільки за пактом Ріббентропа-Молотова правобережжя Сяну належало до радянської зони впливу. 27.11.1939 постановою Верховної Ради УРСР село у складі правобережної частини Ярославського повіту в ході утворення Львівської області включене до Любачівського повіту, а 17 січня 1940 року включене до Синявського району. 3 квітня 1940 р. РНК України своєю ухвалою постановила виселити село і мешканців переселили в Ізмаїльську область. У червні 1941, з початком Радянсько-німецької війни, Добра знову була окупована німцями і мешканці отримали можливість повернутися в село. В липні 1944 року радянські війська оволоділи селом, а в жовтні 1944 року правобережжя Сяну зі складу Львівської області передано Польщі.
В Добрій була велика українська громада, про це свідчить в т.ч. і наявність греко-католицької парафії Сінявського деканату Перемишльської єпархії. Архівні дані свідчать, що впродовж 1945 року з Доброї було виселено 706 українців (160 сімей) у села Тернопільської, Дрогобицької, Одеської та Станіславської областей.
19 січня 1946 року село було атаковане польським збройним загоном "Волиняка". "Волиняк" з 22 солдатами замордували 33-ох українців у віці від 1 до 72. На кладовищі стоїть пам'ятник жертвам "Волиняка" з написом: «Тут спочивають мешканці Доброї замордовані 19 січня 1946 р.» і 27 імен з віком. 6 з них — до 12 років, 14 — більше 50, 12 жінок і нема жодного чоловіка віком менше 57 років.
Схожих атак до цього було багато. Також на кладовищі є три могили замордованих.
Решту українців 1947-го р. під час операції «Вісла» депортовано на понімецькі землі.
До 1975 року село належало до Ярославського повіту.
У 1975-1998 роках село належало до Перемишльського воєводства.

## Пам'ятки
Податковий реєстр 1515 року документує сплату податку попом, отже вже тоді в селі була церква.
В селі знаходиться церква колишньої греко-католицької парафії Воскресіння Христа. Будинок церкви датується 1880 роком, проте після пожежі відбудовувався в 1915-1921 роках. Тепер це римо-католицький костел. Біля костелу знаходиться дзвіниця, побудована на межі XIX-ХХ ст.

## Природа
- Поблизу села знаходиться Природний заповідник Люпа.

## Демографія
Демографічна структура станом на 31 березня 2011 року:
|          | Загалом | Допрацездатний вік | Працездатний вік | Постпрацездатний вік |
| -------- | ------- | ------------------ | ---------------- | -------------------- |
| Чоловіки | 254     | 61                 | 170              | 23                   |
| Жінки    | 225     | 53                 | 127              | 45                   |
| Разом    | 479     | 114                | 297              | 68                   |